# 小罗伊·坎贝尔
小罗伊·坎贝尔（英語：Roy Campbell, Jr.，1952年9月29日—2014年1月9日），是一名美国小号手，经常演奏自由爵士，尽管他也表演过节奏布鲁斯、比波普和放克。早期和尤瑟·拉提夫合作。此后辗转荷兰、美国等地。2014年1月，去世。

## 外部来源
- Official Site
- 小罗伊·坎贝尔在互联网电影资料库（IMDb）上的資料（英文）